# Compagnie auxiliaire de navigation
 (novembre 2014).
 (février 2024).
Si vous disposez d'ouvrages ou d'articles de référence ou si vous connaissez des sites web de qualité traitant du thème abordé ici, merci de compléter l'article en donnant les références utiles à sa vérifiabilité et en les liant à la section « Notes et références ».
La Compagnie auxiliaire de navigation est une ancienne compagnie maritime française. Elle s'est spécialisée dans le transport de produits pétroliers.

## Histoire
La compagnie auxiliaire de navigation (CAN) est fondée en octobre 1912 à l'initiative d'Henri Desprez, ingénieur des ponts et chaussées, et quelques collaborateurs. Desprez occupe avant 1920 les fonctions d'administrateur au sein de la compagnie africaine d'armement et du comptoir maritime.
En mars 1924, la CAN participe à la création de la compagnie française des pétroles, dont Desprez est l'administrateur. Malgré les espoirs de ce dernier, la CAN se voit opposer un concurrent interne dans la personne de la Compagnie Navale des Pétroles.
En 1927, il est établi que la CAN « a acheté ou fait construire depuis cinq ans huit navires pétroliers neufs d'un tonnage total de 73 600 tonnes port lourd, représentant plus du tiers du tonnage total des navires pétroliers français ».
Lors du premier choc pétrolier (1973), Total procède au rachat des compagnie africaine d'armement (CAA), compagnie auxiliaire de navigation (CAN) et la Compagnie Navale des Pétroles (CNP).
En 1978, soit un an avant le deuxième choc pétrolier, la fusion de Total et des trois sociétés rachetées donne lieu à la création de Total Compagnie Française de Navigation (TCFN).
En 1993, le groupe Total cède ses activités de transports maritimes pétroliers à la Maison Worms & Cie, qui les regroupe avec sa filiale Cie Nationale de Navigation. La TCFN disparaît du registre du commerce; son dernier président est Monsieur Bousolle.

## Navires

### Niveau de la flotte par période
- 1927 : 8 navires neufs en cinq ans
- 1939 : 10 navires
- 1948 : 15 navires
  - Pétrolier Ophélie (1922) 6477 TJB en réserve
  - Pétrolier Monique (1922) 7011 TJB en réserve
  - Pétrolier Melpomène (1923) 7011 TJB en réserve
  - Pétrolier Beauce (1925) 4870 TJB (appartenant au gouvernement français mais géré par cette compagnie) Charge du mazout au Texas et doit rallier Donges
  - Pétrolier Pallas (1925) 5260 TJB En mer entre Le Verdon et le Vénézuela
  - Pétrolier Rhéa (1928) 7813 TJB Charge du pétrole brut à Batoumi pour l’Etang de Berre
  - Pétrolier Roxane (1928) 7813 TJB Marseille en entretien courant
  - Pétrolier Shéhérazade (1935) 13647 TJB
  - Pétrolier Théodora (1941) 10500 TJB En mer entre le Mexique et le Verdon avec du brut à raffiner
  - Pétrolier Salomé (1941) 13000 TJB En mer entre Le Verdon et le Mexique pour charger du brut à raffiner
  - Pétrolier type Commission Zoé (1944) 7500 TJB En mer dans l’Océan Indien direction l’Iran pour charger du brut en compagnie de son sister-ship Irène
  - Pétrolier type Commission Euphrosyne (1945) 7500 TJB Décharge une cargaison de carburant aviation à Alger pour l’aviation navale et l’armée de l’air.
  - Pétrolier type Commission Irène (1947) 7500 TJB En mer dans l’Océan Indien direction l’Iran pour charger du brut en compagnie de son sister-ship Zoé
  - Pétrolier type Commission Pulchérie (1948)
- 1957 : 8 navires
- 1960 : 7 navires

### Navires par ordre chronologique d'entrée en flotte
- 1913 Constance, cargo charbonnier[5], 3 200 tpl, torpillée en août 1917
- 1913 Berthe, cargo charbonnier[5], 3 200 tpl, torpillée
- 1913 Isabelle, cargo charbonnier[5], 3 200 tpl, torpillée
- 1913 Henriette, cargo charbonnier[5], 2 005 tjb, torpillée
- 1913 Marie-Louise, cargo charbonnier[5], 2 468 tjb, service en Méditerranée, cédé en 1923
- 1918 Bérénice, cargo 3 200 tpl, service en Méditerranée, cédé en 1923
- 1920 Annik, cargo 2 696 tjb, Angleterre
- 1920 Antinéa, cargo 4 281 tjb, Angleterre
- 1920 Astarté, cargo 2 530 tjb, Angleterre, perdu coulé
- 1920 Arlette, cargo 2 701 tjb, Angleterre
- 1920 Briséis, cargo 2 965 tpl (ex Genua allemand, 1915)
- 1921 Myriam, pétrolier 11 107 tpl- chantier Sir James Laing & Sons Ltd, Sunderland
- 1921 Célimène (CAA), cargo 3 444 tpl, chantiers Dubigeon
- 1922 Clio, cargo 3 840 tpl, chantiers Dubigeon
- 1922 Baucis, cargo 2912 TPL (construit 1916, dommage de guerre, ex-Dinard, ex-Malaga), coulé le 11 septembre 1929
- 1922 Cybèle, cargo, 2 832 tjb, chantiers Dubigeon
- 1922 Monique, pétrolier, 10 705 tpl, forges et chantiers de la Gironde
- 1922 Nausicaa, pétrolier, 8 380 tpl, North of Ireland Shipbuilding Co., Londonderry (chantier no 100)
- 1922 Omphale, pétrolier, 11 105 tpl
- 1922 Ophélie, pétrolier, 11 105 tpl, forges et chantiers de la Gironde
- 1923 Dalila, cargo, 4 700 tpl, flotte d'État[6]
- 1923 Dorine, cargo, 4 650 tpl, flotte d'État[6], cédée en 1926
- 1923 Dionée, cargo, 4 700 tpl, flotte d'État[6], cédée en 1926
- 1923 Melpomène, pétrolier, 10 817 tpl, forges et chantiers de la Gironde (S/S Monique)
- 1923 Mérope (CAA), pétrolier, 10 877 tpl, société provençale de constructions navales
- 1924 Pallas, pétrolier,8 581 tpl (ateliers et chantiers maritimes du Sud-Ouest, Bordeaux)
- 1928 Rhéa, pétrolier, 11 773 tpl (ateliers et chantiers maritimes du Sud-Ouest)
- 1929 Roxane, pétrolier, 11 819 tpl (ateliers et chantiers maritimes du Sud-Ouest), S/S Rhéa
- 1932 Henri Desprez[7], pétrolier, 15 187 tpl, construit à Copenhague (chantiers Burmeister & Wain's) sous le nom de Salambo, renommé à la mort d'Henri Desprez le 29 octobre 1931, saisi par les Allemands, torpillé en juin 1943
- 1935 Shéhérazade, pétrolier, 18 500 tpl
- 1939 Beauce, pétrolier, 6 945 tpl (ex Vitruvia 1926, ex Martad 1938, ex Peterjo 1939)

- 1946 Théodora, pétrolier, 15 334 tpl (lancé en 1940, saisi par la marine allemande)
- 1948 Salomé, pétrolier, 18 800 tpl (Ateliers et chantiers de France, ACF Dunkerque), lancé en 1940, sabordé 1940, saisi par les Allemands)
- 1948 Célimène, pétrolier T2, 16 959 tpl (livré au gouvernement américain en 1945, gouvernement français ex La Mède, 1947, ex Dobytown, construit en 1946 à Hoboken (NY - USA)
- 1948 Astarté, pétrolier, 22 000 tpl
- 1949 La Saône, pétrolier, 16 830 tpl (ACF Dunkerque), prêt de 5 ans par le gouvernement français
- 1949 La Seine, pétrolier, 16 830 tpl (ACF Dunkerque) S/S La Saône, prêt de 5 ans par le gouvernement français
- 1950 Ariane, pétrolier, 22 000 tpl, S/S Astarté
- 1952 Bérénice, pétrolier, 31 144 tpl, plus gros pétrolier du monde à son lancement, ACF Dunkerque
- 1952 Bethsabée, pétrolier, 31 109 tpl, S/S Bérénice, ACF Dunkerque
- 1953 Cybèle, pétrolier, 20 177 tpl, construit aux Pays-Bas; transféré en 1959 à la Cie Africaine d'Armement. Devient Ailbano en 1968. Démoli en 1974.
- 1954 Dalila, pétrolier, 33 256 tpl, chantiers de Penhoet
- 1955 Antinea, pétrolier, 21 850 tpl
- 1957 Esmeralda, pétrolier, 45 539 tpl, chantiers de l'Atlantique, vendu et renommé Astron

- 1960 Fabiola, pétrolier, 50 474 tpl (ACF Dunkerque)
- 1961 Fausta, pétrolier, 49 897 tpl (ACF Dunkerque), sister-ship Fabiola
- 1966 GWENOLA, pétrolier, 103 663 tpl
- 1968 FLORA, pétrolier, 54 838 tpl (ex Hassi Messaoud 1962)
- 1970 GILDA, pétrolier, 123 419 tpl (ACF Dunkerque)
- 1971 Hermione, pétrolier, 225 703 tpl, construit à Saint-Nazaire
- 1974 Iseult, pétrolier, 274 799 tpl, chantiers de l'Atlantique
- 1974 SS Isis, pétrolier, 285 083t pl, construit par Mitsubishi Heavy Industries, de 36 000 ch

## Sources
- Le transport maritime d'hydrocarbures 1923-1938, ifmer.org, 38 pages